# Ridgway (Illinois)
Ridgway é uma vila localizada no estado americano de Illinois, no Condado de Gallatin.

## Demografia
Segundo o censo americano de 2000, a sua população era de 928 habitantes.
Em 2006, foi estimada uma população de 886, um decréscimo de 42 (-4.5%).

## Geografia
De acordo com o United States Census Bureau tem uma área de
2,3 km², dos quais 2,3 km² cobertos por terra e 0,0 km² cobertos por água. Ridgway localiza-se a aproximadamente 113 m acima do nível do mar.

## Localidades na vizinhança
O diagrama seguinte representa as localidades num raio de 16 km ao redor de Ridgway.